# 吳宜倫
吳宜倫（英語：Becky Wu，1977年2月7日—），台北人，台灣羽球運動推廣者、運動經紀人，現為全民羽協理事長、中華民國羽球協會副理事長、麟洋國際體育顧問有限公司負責人，亦為羽球甲組選手，曾任臺北市國小學生家長聯合會總會長等職務。吳宜倫出身羽球世家，其爺爺為「羽球之父」吳文達。

## 生平
吳宜倫爺爺為「羽球之父」吳文達、父親為前中華全民羽球發展協會理事長吳俊彥，出身羽球世家。
吳宜倫從國小開始正式接受羽球訓練，小學時由受曾德鳳指導，於六年級獲得「全國少年盃」（今「全國國小盃」）團體冠軍。吳宜倫接連在成淵國中、北一女中羽球隊精進球技。1991年，即以國二之姿，成為中華羽協甲組球員。後來，吳宜倫跑到美國就讀大學，留美期間亦曾代表美國隊參加世界錦標賽，惟吳宜倫不曾參與過奧運。
1999年，吳宜倫與中國羽球世界冠軍陳康結婚，育有二男一女。大兒子陳子睿為現任土地銀行簽約之甲組羽球選手。
從選手退役之後，吳宜倫轉而投入羽球運動的推廣事務，接任全民羽協理事長，承擔起爺爺自1972年起籌辦的清晨盃羽球賽。
2009年，吳宜倫於母校長春國小籌創長春羽球隊後援會，整合學校與家長的資源。
2016至2017年，吳宜倫連續擔任臺北市國小學生家長聯合會總會長。
2020年，成立麟洋國際體育顧問有限公司，擔任羽球男雙國手李洋、王齊麟之經紀人。兩人於2021年2020年東京奧運上獲得羽球男子團體組金牌後開始有廠商爭取代言，但因李洋與王齊麟均具有土地銀行公務員身分依法不得兼職，故8月9日中華民國財政部替兩人提出解套方案，經土地銀行與當事人確認後轉呈中華民國銓敘部函釋後執行之際，8月12日就發生吳宜倫私下接洽悠遊卡股份有限公司推出「麟洋Taiwan in悠遊卡」（王李兩人採用銷售量抽成）事件，土地銀行此時才知道兩人在外有經紀人並違法兼職之嫌，引發社會議論。

## 爭議

### 反同立場
2016年，吳宜倫擔任聯合會總會長時，舉辦同婚影響教育說明會，其中與會家長鄭立中不滿說明會立場偏頗而被趕出場外。吳宜倫對此回應：絕無宣傳特定立場，「一時找不到正方代表，才先邀基督徒（曾獻瑩）擔任講者」。
2018年，吳宜倫擔任台北市性別平等教育委員會的委員。台北市教育局擬修改法令，調整北市性平會的家長代表資格而引發爭議。後來，北市女委會委員鄭智偉提問吳宜倫對同婚態度，吳宜倫回應，性平會談的是性別平等教育，「與同婚無關」。
在端傳媒新聞專輯《台灣同志平權》中，吳宜倫質疑，性平教育好像不是教小孩尊重，「而是在教育中打破以往對性別的認知，鼓勵小孩『變成那樣』。」她在受訪時提到，婚姻平權修法可能還要耗上三、五年，「但性平教育卻是每日都在影響著孩子，趕緊把現階段不適當的教材下架才最要緊。」吳宜倫認為，過去家長一直是被動接受性平教育，「家長的聲音很小」，若想防堵不適當的教材進入校園，家長的力量得進委員會，並要求性平教材必須經家長審查才能使用。
2020年，台北市性平教育委員會爆出爭議，除遭指竄改會議記錄外，在第6屆第5次到第8次會議，吳宜倫在擔任委員出席性平會議時，偷渡同為國小家長聯合會成員知名反同人士曾獻瑩、張喜文等人一同與會，此二人並無具備性平委員身分，等於單一團體瞬間膨脹出多名代表，除了列席並積極發言。而在會議記錄中為避免質疑，公開版本直接將曾獻瑩發言記錄改為「國小家長聯合會」發言，然而在性平會真正具代表「國小家長聯合會」資格應僅有吳宜倫一人。

### 具有公務員身分球員兼職問題
2020年，吳宜倫替羽球男雙國手李洋與王齊麟專門成立麟洋國際體育顧問有限公司，並簽下兩人成為他倆之經紀人。兩人於2021年2020年東京奧運上獲得羽球男子團體組金牌後開始有廠商爭取代言，但因李洋與王齊麟均具有土地銀行公務員身分依法不得兼職，故8月9日中華民國財政部替兩人提出解套方案，經土地銀行與當事人確認後轉呈中華民國銓敘部函釋後執行之際，8月12日就發生吳宜倫私下接洽悠遊卡股份有限公司推出「麟洋Taiwan in悠遊卡」（王李兩人採用銷售量抽成）事件，土地銀行此時才知道兩人在外有經紀人並違法兼職之嫌，引發社會議論。